# Pierre-Augustin Béclard

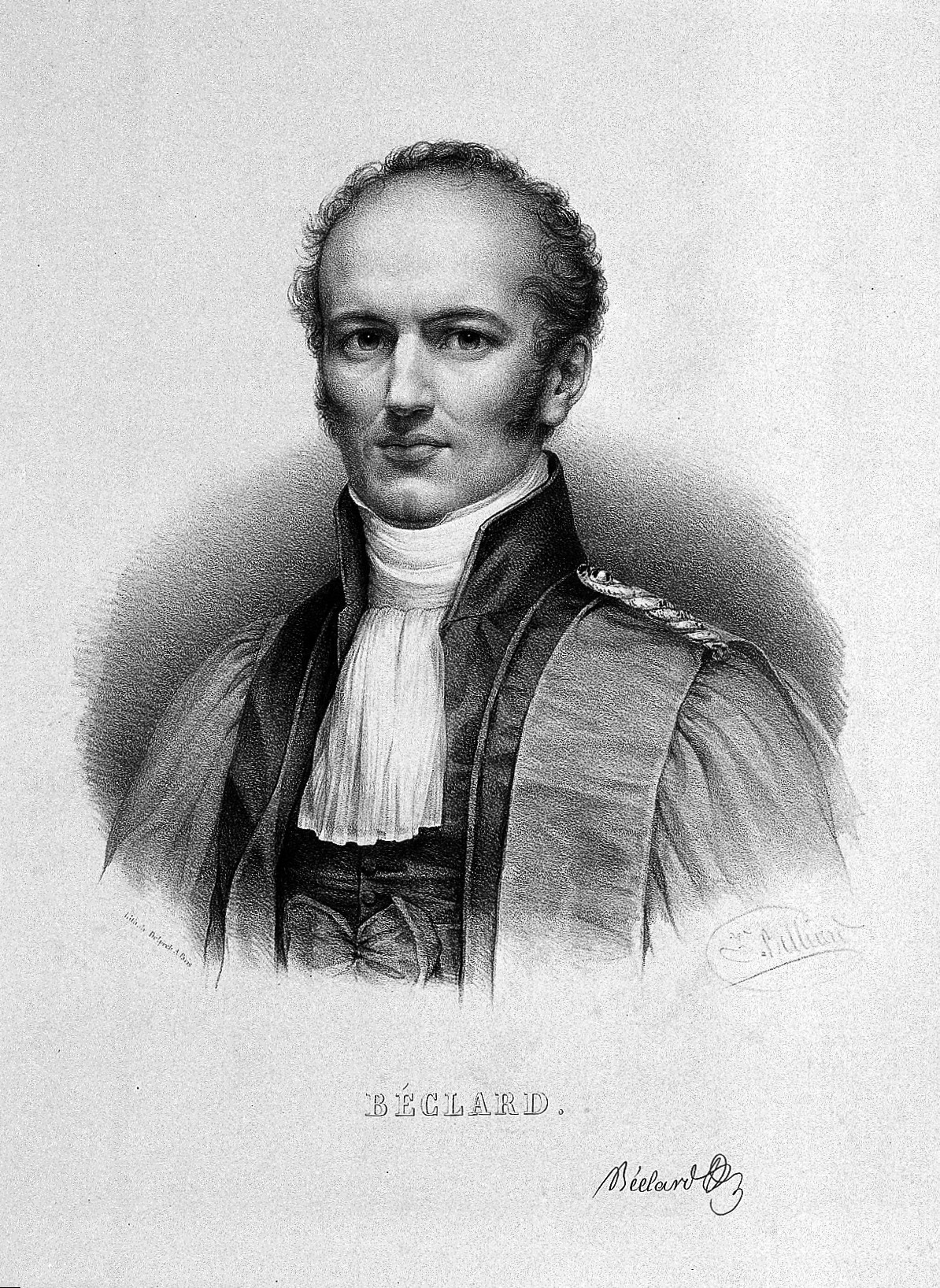
Pierre-Augustin Béclard

Pierre-Augustin Béclard (* 12. Oktober 1785 in Angers; † 17. Oktober 1825 in Paris) war ein französischer Arzt und Anatom.

## Leben und Wirken
Pierre Augustin Béclard wurde in eine arme Familie geboren. Vier Jahre lang nahm er als „Interner“ an den Kursen des Spitals Hôtel-Dieu in Angers teil. 1808 ging er nach Paris, wo er 1811 zum Prosektor der Fakultät ernannt wurde. 1812 löste er Dupuytren als Chef der Anatomiearbeit ab. 1813 erhielt er den medizinischen Doktorgrad und 1815 wurde er Chirurg am Pariser Hôpital de la Pitié. Über einige Jahre erteilte er Privatkurse über Anatomie und Chirurgie. 1818 erhielt er den Lehrstuhl für Anatomie der Pariser Fakultät.

## Werke (Auswahl)
- Propositions sur quelques points de médecine. Thèse de Paris 1813
- Additions à l’anatomie générale de Xavier Bichat. J. A. Brosson und J. S. Chaudé, Paris 1821 (Digitalisat)
  - George Hayward (Übersetzer). Additions to the general anatomy of Xavier Bichat.  Richardson und Lord, Boston 1823 (Digitalisat)
  - Ludwig Cerutti (Übersetzer). Übersicht der neuern Entdeckungen in der Anatomie und Physiologie. Hartmann, Leipzig 1823 (Digitalisat)
- Elémens d’anatomie générale : ou description de tous les genres d’organes qui composent le corps humain. Béchet, Paris 1823 (Digitalisat). 2. Auflage. Paris 1827 (Digitalisat)
  - Joseph Togno (Übersetzer). Elements of general anatomy, or, a description of every kind of organs composing the human body. Carey und Lea, Philadelphia 1830 (Digitalisat)
  - Robert Knox (Übersetzer). Elements of general anatomy … MacLachlan und Stewart, Edinburgh 1830 (Digitalisat)
  - Elementi di anatomia generale ovvero descrizione di tutti I generi di organi che compongono il corpo umano. Catellacci, Florenz 1839 Band I und II (Digitalisat)